# 케네디 음위네
케네디 음위네(영어: Kennedy Mweene, 1984년 12월 11일 ~ )는 잠비아의 전직 축구 선수로 현역 시절 골키퍼로 활약했으며 잠비아 축구 대표팀 역사상 국제 A매치 최다 출전자이자 FIFA 센추리클럽에 가입되어 있는 8명의 잠비아 선수 가운데 한명이다.

## 같이 보기
- A매치 100경기 이상 출전한 축구 선수 명단